# A2 zone Rosmalen Noord
A2-zone Rosmalen Noord is een woonwijk in 's-Hertogenbosch, in de Nederlandse provincie Noord-Brabant. De wijk behoort tot stadsdeel Rosmalen Noord en ligt in het westen van de plaats Rosmalen. De wijk telt 65 inwoners.
De wijk ligt ten oosten van de A2 en ten noorden van de spoorlijn Tilburg - Nijmegen. In het oosten grenst de wijk aan 't Ven en in het noorden aan bedrijventerrein Brabantpoort.
Het Máximakanaal stroomt door deze wijk.